# Phragmocarpella sasae
Phragmocarpella sasae är en svampart som beskrevs av Sawada 1952. Phragmocarpella sasae ingår i släktet Phragmocarpella och familjen Phyllachoraceae.   Inga underarter finns listade i Catalogue of Life.